# Popovo Selo
Popovo Selo je naselje na Hrvaškem, ki upravno spada pod mesto Ogulin Karlovške županije.
Naselje je sestavljeno iz zaselkov Popovo Selo, Vršak in Gojak, ki so se razvili ob izviru Donje Dobre oziroma Gojačke Dobre. Ob reki obratuje strojnica hidroelektrarne Gojak.

## Demografija
| Pregled števila prebivalcev po letih | Pregled števila prebivalcev po letih | Pregled števila prebivalcev po letih | Pregled števila prebivalcev po letih | Pregled števila prebivalcev po letih | Pregled števila prebivalcev po letih | Pregled števila prebivalcev po letih | Pregled števila prebivalcev po letih | Pregled števila prebivalcev po letih | Pregled števila prebivalcev po letih | Pregled števila prebivalcev po letih | Pregled števila prebivalcev po letih | Pregled števila prebivalcev po letih | Pregled števila prebivalcev po letih | Pregled števila prebivalcev po letih | Pregled števila prebivalcev po letih |
| ------------------------------------ | ------------------------------------ | ------------------------------------ | ------------------------------------ | ------------------------------------ | ------------------------------------ | ------------------------------------ | ------------------------------------ | ------------------------------------ | ------------------------------------ | ------------------------------------ | ------------------------------------ | ------------------------------------ | ------------------------------------ | ------------------------------------ | ------------------------------------ |
| 1857                                 | 1869                                 | 1880                                 | 1890                                 | 1900                                 | 1910                                 | 1921                                 | 1931                                 | 1948                                 | 1953                                 | 1961                                 | 1971                                 | 1981                                 | 1991                                 | 2001                                 | 2011                                 |
| 478                                  | 680                                  | 657                                  | 439                                  | 454                                  | 596                                  | 502                                  | 459                                  | 384                                  | 362                                  | 277                                  | 182                                  | 129                                  | 63                                   | 58                                   | 46                                   |